# Azione (diritto societario italiano)
Un'azione, nel diritto commerciale italiano, è un titolo rappresentativo di una quota della proprietà di una società, come ad esempio una società per azioni o di una società in accomandita per azioni.

## Disciplina normativa
Il codice civile italiano prescrive che alcuni tipi di società emettano azioni, mentre in altri casi si può scegliere se la proprietà venga rappresentata da azioni o da quote azionarie. Le azioni compongono il capitale sociale di un'impresa, che è registrato come voce del patrimonio netto dello stato patrimoniale. La riforma del diritto societario di cui al d.lgs. 17 gennaio 2003 n.6 ha introdotto in Italia tipologie di azioni che non hanno gli stessi diritti di proprietà e di voto di quelle tradizionali. La legge impone una percentuale massima del capitale sociale che è del 50% per questo tipo di azioni. La limitazione dei diritti degli azionisti incide al ribasso sul sovrapprezzo applicabile al valore nominale dell'azione. Il possesso di (almeno) un'azione è la condizione necessaria per essere soci.
In particolare si distingue tra:
- azioni ordinarie che danno al possessore diritti amministrativi e patrimoniali tra i quali: il diritto di partecipare alle assemblee ordinaria e straordinaria, il diritto al riparto degli utili e a una quota di liquidazione nel caso di scioglimento della società.

- azioni privilegiate, di risparmio e di godimento, che attribuiscono diritti diversi rispetto alle azioni ordinarie. Il valore complessivo delle azioni di una società è detto capitalizzazione.

La limitazione dei diritti degli azionisti tipicamente non tocca i diritti patrimoniali di partecipazione agli utili. 

## Classificazione

### Azioni ordinarie
Sono le azioni che non rientrano in nessuna delle categorie seguenti. Assegnano diritti patrimoniali quali il diritto al dividendo, diritto al rimborso del capitale in caso di scioglimento della società e il diritto di opzione in caso di aumento del capitale; assegnano anche diritti amministrativi, tipicamente quello di voto nell'assemblea ordinaria e straordinaria della società.

### Azioni privilegiate
Le azioni privilegiate sono azioni nominative che assicurano all'azionista la precedenza nella ripartizione degli utili e nel rimborso del capitale all'atto dello scioglimento della società.  Dati questi privilegi i portatori di azioni privilegiate subiscono delle limitazioni nel diritto di voto, che è precluso nelle assemblee ordinarie, mentre è concesso in quelle straordinarie. Attribuiscono inoltre ai loro possessori diritti patrimoniali correlati ai risultati dell'attività sociale in un determinato settore.
Nell'eventualità in cui le azioni privilegiate conferiscano al titolare il pieno diritto di voto, queste prendono il nome di "azioni preferenziali". Le azioni privilegiate possono essere emesse anche da società "non quotate".

### Azioni di risparmio
Sono azioni prive del diritto di voto nell'assemblea ma privilegiate nella distribuzione del dividendo, poiché la società emittente deve distribuire utili ai titolari di queste azioni fino ad una percentuale, stabilita nello statuto della società, del valore nominale delle azioni stesse. Sono, solitamente, destinate ai piccoli risparmiatori che cercano più il rendimento dell'investimento che l'esercizio del diritto di voto. Sono state istituite in Italia con la legge 7 giugno 1974 n. 216, che ha istituito la Consob.
Queste azioni sono spesso al portatore perché destinate generalmente al grande pubblico.
Le azioni di risparmio possono essere emesse solo da società con azioni quotate in Borsa (art. 145 e ss. TUF).

### Azioni a voto limitato
Sono azioni che subiscono una limitazione del diritto di voto rispetto alle azioni ordinarie (ad esempio, possono votare solo nelle assemblee straordinarie), fino alla sua totale soppressione.
In questa ipotesi rientrano:
- Azioni senza diritto di voto;
- Azioni con diritto di voto subordinato al verificarsi di condizioni non meramente potestative;
- Azioni con diritto di voto limitato a particolari argomenti.

Se vengono emesse da società quotate in borsa, devono avere un privilegio dal punto di vista patrimoniale, secondo quanto previsto dall'art. 145 comma 1 del Decreto Legislativo 24 febbraio 1998 n. 58, venendo ad assumere la veste di azioni di risparmio o azioni privilegiate.  Se sono emesse da società non quotate in borsa, il diritto di voto può essere limitato anche senza la concessione del privilegio patrimoniale.

### Azioni correlate
Sono azioni fornite di diritti patrimoniali correlati ai risultati dell'attività sociale in un determinato settore. Sono disciplinate dall'articolo 2350 comma 2 del codice civile e sono state istituite con la riforma del diritto societario entrata in vigore a gennaio 2004. Non concedono comunque diritto al dividendo se non sulla base di utili risultanti dal bilancio complessivo della società.

### Azioni postergate
Sono azioni che hanno diverse modalità di partecipazioni alle perdite. L'azione dunque subisce la perdita solo dopo il totale annullamento delle altre azioni.
È possibile quindi creare azioni postergate nella partecipazione alla copertura delle perdite. Questo tipo di azioni non è ammesso alle contrattazioni di borsa ed inoltre non garantisce il diritto di voto in assemblea a meno che non sia esplicitamente previsto dall'atto costitutivo o dallo statuto della società

### Azioni di godimento
Sono delineate all'articolo 2353 del codice civile. Si tratta di azioni assegnate come rimborso all'ex azionista nel caso in cui le sue azioni siano state annullate per via di una riduzione del capitale sociale per esuberanza. Esse attribuiscono un diritto di partecipazione agli utili futuri ma non rappresentano una quota di capitale sociale e sono postergate rispetto alle altre categorie di soci. Gli utili saranno corrisposti a questa categoria di azioni solo successivamente alla remunerazione di tutte le altre categorie di azioni nella misura dell'interesse legale, e anche in caso di scioglimento della società il diritto alla liquidazione di un eventuale attivo residuale sarà postergato rispetto alle altre categorie di azioni. Alle azioni di godimento è negato il diritto di voto.
Esse scaturiscono dalla differenza di valore che intercorre tra il valore nominale dell'azione e il valore reale della stessa; l'azione all'atto del rimborso ha un valore di gran lunga superiore a quello originario (valore nominale) e per la differenza vengono attribuite queste azioni di godimento.

### Azioni a favore dei prestatori di lavoro
L'art 2349 consente l'assegnazione straordinaria di utili ai dipendenti della società attraverso un procedimento articolato:
gli utili conseguiti vengono imputati a capitale e per l'importo corrispondente la società emette speciali categorie di azioni che vengono assegnate gratuitamente ai prestatori di lavoro. Per tali azioni, la società, può stabilire norme particolari riguardanti: la forma, le modalità di trasferimento e i diritti spettanti agli azionisti.